# MG T
O  T-Type   é um modelo esportivo da MG.